# Pelochyta gandolfii
Pelochyta gandolfii är en fjärilsart som beskrevs av William Schaus 1933. Pelochyta gandolfii ingår i släktet Pelochyta och familjen björnspinnare. Inga underarter finns listade i Catalogue of Life.